# マデリーン・カーン
マデリーン・カーン（Madeline Kahn, 1942年9月29日 - 1999年12月3日）は、アメリカの女優である。
個性的な演技で知られ、映画、テレビドラマ、舞台などで活動した。

## 来歴
1942年、ボストンの衣服店の娘として生まれる。高校卒業後、ロングアイランドのホフスター大学で演劇の勉強をするとともにオペラ歌手のトレーニングを積んだ。
1972年、ピーター・ボグダノヴィチ監督の『おかしなおかしな大追跡』で映画デビュー。1973年に公開された『ペーパー・ムーン』のトリクシー・デライト役で第46回アカデミー賞助演女優賞にノミネートされ、続く第47回アカデミー賞でも『ブレージングサドル』のリリ・フォン・シュタップ役で同賞にノミネートされる。
その後、メル・ブルックス監督作品の常連女優としてコメディエンヌぶりを発揮。テレビでも『キャロル・バーネット・ショー』にレギュラー出演したり、『マペット・ショー』や『セサミストリート』にゲスト出演したりするなどして、人気を不動のものとした。
1999年の初めに卵巣がんを罹患する。当時はビル・コスビー主演のシットコム『Cosby』にレギュラー出演しており、当初は病気であることを周囲に隠していたが、同年10月に病状を告白。「私にはすでに辛い自覚症状があったが、有効な検査を受けることによってこの病気は早期発見ができる。自覚症状が起きる前に発見できれば、病気に打ち克つチャンスも確実に増える」との声明を発表し、長年のパートナーであったジョン・ハンズブリーとも正式に結婚した。
1999年12月3日、病状が悪化し、ニューヨーク市内で逝去。没後、セントラル・パークにはカーンを追悼するベンチが設置された。

## 出演作品

### 映画
| 公開年 | 邦題 原題                                                                                     | 役名                                | 備考            |
| ------ | --------------------------------------------------------------------------------------------- | ----------------------------------- | --------------- |
| 1972   | おかしなおかしな大追跡 What's Up,Doc?                                                         | ユニース・バーンズ                  |                 |
| 1973   | ペーパー・ムーン Paper Moon                                                                   | トリクシー・デライト                |                 |
| 1973   | クローディアと貴婦人 From the Mixed-Up Files of Mrs. Basil E. Frankweiler                     | 教師                                |                 |
| 1974   | ブレージングサドル Blazing Saddles                                                            | リリー・フォン・シュタップ          |                 |
| 1974   | ヤング・フランケンシュタイン Young Frankenstein                                               | エリザベス                          |                 |
| 1975   | 新シャーロック・ホームズ おかしな弟の大冒険 The Adventure of Sherlock Holmes' Smarter Brother | ジェニー・ヒル                      |                 |
| 1976   | 名犬ウォン・トン・トン Won Ton Ton, the Dog Who Saved Hollywood                               | エスティー・デル・ルース            |                 |
| 1977   | メル・ブルックス/新サイコ High Anxiety                                                        | ヴィクトリア・ブリスベン            |                 |
| 1978   | 名探偵再登場 The Cheap Detective                                                              | モンテネグロ夫人                    |                 |
| 1979   | マペットの夢みるハリウッド The Muppet Movie                                                   | 本人                                |                 |
| 1980   | ダドリー・ムーアのモーゼ気分で Wholly Moses!                                                  | 魔女                                |                 |
| 1981   | メル・ブルックス/珍説世界史PARTI History of the World, Part I                                 | ニンフ皇后                          |                 |
| 1982   | ジェリー・ルイスの双子の鶏フン大騒動 Slapstick Of Another Kind                                | エリザ・スワン / ルテティア・スワン |                 |
| 1983   | チーチ&チョン/イエローパイレーツ Yellowbeard                                                  | ベティ                              |                 |
| 1984   | シティヒート City Heat                                                                        | キャロライン・ハウリー              |                 |
| 1985   | 殺人ゲームへの招待 Clue                                                                       | ミセス・ホワイト                    |                 |
| 1986   | アメリカ物語 An American Tail                                                                 | ガッシー・マウスハイマー            | アニメ 声の出演 |
| 1990   | 本日はお日柄も良く/ベッツィの結婚 Betsy's Wedding                                             | ローラ・ホッパー                    |                 |
| 1994   | ミックス・ナッツ/イブに逢えたら Mixed Nuts                                                    | ムンチニク夫人                      |                 |
| 1995   | ニクソン Nixon                                                                                | マーサ・ミッチェル                  |                 |
| 1998   | バグズ・ライフ A Bug's Life                                                                   | ジプシー                            | アニメ 声の出演 |

### テレビシリーズ
| 放映年    | 邦題 原題                                    | 役名                 | 備考         |
| --------- | -------------------------------------------- | -------------------- | ------------ |
| 1976-1995 | サタデー・ナイト・ライブ Saturday Night Live | ホスト               | 3エピソード  |
| 1977      | マペット・ショー The Muppet Show             | ゲスト               | 1エピソード  |
| 1978-1990 | セサミストリート Sesame Street               | 本人役               | 7エピソード  |
| 1983-1984 | Oh Madeline                                  | マデリーン・ウェイン | 19エピソード |
| 1987-1988 | Mr. President                                | ロイス               | 14エピソード |
| 1995      | New York News                                | ナン・チェイス       | 13エピソード |
| 1996-1999 | Cosby                                        | ポーリン・フォックス | 60エピソード |

## 参照
1. ↑  Honan, William H. (1999年12月4日). “Madeline Kahn, Comedian Of Film Fame, Dies at 57”. The New York Times 2010年5月14日閲覧。